# Revolver
 Ovo je glavno značenje pojma Revolver. Za druga značenja pogledajte Revolver (razdvojba).
Revolver (iz eng. to revolve i lat. revolvere, okretati) je vatreno oružje za višestruko ispaljivanje, najčešće pištolj, u kojem su metci držani u revolverskom cilindru koji se okreće ispaljujući ih kroz jednu cijev.

## Poznate marke i proizvođači
- Adams
- Armscor
- Astra
- Browning
- Charter Arms
- Colt
- Enfield
- Freedom Arms
- Ghoda
- Iver Johnson
- Magnum Research
- Manurhin
- Mateba
- Nagant
- North American Arms
- Remington Arms
- Ruger
- Smith & Wesson
- Taurus
- Tranter
- Webley & Scott

## Patenti
- Revolving gun  Arhivirana inačica izvorne stranice od 6. ožujka 2021. (Wayback Machine)
- Improvement in firearms  Arhivirana inačica izvorne stranice od 29. prosinca 2015. (Wayback Machine)
- Revolver  Arhivirana inačica izvorne stranice od 6. ožujka 2021. (Wayback Machine)
- [neaktivna poveznica]